# 謝茜嘉·哈迪
謝茜嘉·哈迪（英語：Jessica Hardy，1987年3月12日—），出生于加利福尼亚州长滩，美国女子游泳運動員，主攻蛙泳和自由泳。曾在2012年夏季奥林匹克运动会奪得一面獎牌（包括一銅）。